# Альварес, Эдди
Эдди Альварес (англ. Eddie Alvarez, 11 января 1984, Филадельфия, Пенсильвания, США) — американский боец смешанного стиля, в настоящее время выступающий под эгидой ONE Championship. Бывший чемпион Ultimate Fighting Championship в лёгком весе. Альварес также бывший двукратный чемпион Bellator в лёгком весе. Кроме того, ранее он участвовал в боях японской организации DREAM и американской компании EliteXC ProElite.

## Карьера в смешанных единоборствах
Эдди начал переговоры с UFC, что привело к его конфликту с Bellator. В частности, Альварес и его менеджеры впоследствии даже подал два иска против Bellator. 13 августа 2013 года было объявлено, что Альварес и Bellator достигли соглашения о его статусе. Благодаря этому стал возможен новый бой Альвареса против Майкла Чэндлера. Он прошёл 2 ноября 2013 года. Эдди выиграл по очкам в ближнем бою и во второй раз стал чемпионом Bellator в лёгком весе. Генеральный директор Bellator Бьорн Ребни назвал этот бой лучшим из всех, что он когда-либо видел. 17 мая 2014 года должен был состояться третий бой Альвареса с Чэндлером, но за неделю до боя было объявлено, что Эдди получил сотрясение и был вынужден выйти из боя.
8 августа 2014 года новый президент Bellator MMA Скотт Кокер объявил, что Альварес освобождён от контракта. А уже 19 августа того же года было объявлено о подписании Альваресом контракта с UFC.
7 июля 2016 года в своём четвёртом бою под эгидой UFC Альварес встретился с Рафаэлем дус Анжусом в поединке за титул чемпиона UFC в легком весе. Бой завершился победой Эдди техническим нокаутом. 12 ноября 2016 года Альварес, в первой защите своего титула чемпиона UFC в лёгком весе, уступил Конору Макгрегору, проиграв техническим нокаутом во втором раунде.

## Статистика в MMA
| Боёв 43         | Побед 31 | Поражений 10 |
| --------------- | -------- | ------------ |
| Нокаутом        | 16       | 6            |
| Сдачей          | 8        | 2            |
| Решением        | 7        | 2            |
| Не состоявшихся | 2        | 2            |

| Результат    | Рекорд   | Соперник          | Способ                                          | Турнир                                            | Дата             | Раунд | Время | Место                   | Примечание |
| ------------ | -------- | ----------------- | ----------------------------------------------- | ------------------------------------------------- | ---------------- | ----- | ----- | ----------------------- | --- |
| Поражение    | 30-8 (2) | Рае Юн Ок         | Единогласное решение                            | ONE on TNT 4                                      | 29 апреля 2021   | 3     | 5:00  | Каланг, Сингапур        | |
| Не состоялся | 30-7 (2) | Юрий Лапикус      | NC (не состоялся)                               | ONE on TNT 1                                      | 7 апреля 2021    | 1     | 1:02  | Каланг, Сингапур        | Первоначально считал проигрыш (удары по затылку) для Альвареса; был отменен после того, как он обжаловал это решение. |
| Победа       | 30-7 (1) | Эдуард Фолаянг    | Сабмишн (удушение сзади)                        | ONE Championship: Dawn of Heroes                  | 2 августа 2019   | 1     | 2:16  | Пасай, Филиппины        | ONE Полуфинал Гран-при в легком весе . Позже выбыл из турнира из-за травмы.                                           |
| Поражение    | 29-7 (1) | Тимофей Настюхин  | Технический нокаут (удары)                      | ONE Championship: A New Era                       | 31 марта 2019    | 1     | 4:05  | Токио, Япония           | Четвертьфинал гран-при ONE Championship в лёгком весе.                                                                |
| Поражение    | 29-6 (1) | Дастин Пуарье     | Технический нокаут (удары)                      | UFC on Fox: Alvarez vs. Poirier 2                 | 28 июля 2018     | 2     | 4:05  | Калгари, Канада         | |
| Победа       | 29-5 (1) | Джастин Гейджи    | КО (удар коленом и удары)                       | UFC 218                                           | 2 декабря 2017   | 3     | 3:59  | Детройт, США            | Лучший бой вечера. |
| Не состоялся | 28-5 (1) | Дастин Пуарье     | Запрещенный удар коленом с добиванием           | UFC 211                                           | 13 мая 2017      | 2     | 4:12  | Даллас, США             | Альварес бил запрещенный удар коленом в партере.                                                                      |
| Поражение    | 28-5     | Конор Макгрегор   | Технический нокаут (удары)                      | UFC 205                                           | 12 ноября 2016   | 2     | 3:04  | Нью-Йорк, США           | Лишился титула чемпиона UFC в лёгком весе.                                                                            |
| Победа       | 28-4     | Рафаэл Дус Анжус  | TKO (удары)                                     | UFC Fight Night: dos Anjos vs. Alvarez            | 7 июля 2016      | 1     | 3:49  | Лас-Вегас, США          | Завоевал титул чемпиона UFC                                                                                           |
| Победа       | 27-4     | Энтони Петтис     | Раздельное решение                              | UFC Fight Night: Dillashaw vs. Cruz               | 17 января 2016   | 3     | 5:00  | Бостон, США             | |
| Победа       | 26-4     | Гилберт Мелендес  | Раздельное решение                              | UFC 188                                           | 13 июня 2015     | 3     | 5:00  | Мехико, Мексика         | Мелендес сдал положительный тест на допинг.                                                                           |
| Поражение    | 25-4     | Дональд Серроне   | Единогласное Решение                            | UFC 178                                           | 27 сентября 2014 | 3     | 5:00  | Лас-Вегас, США          | |
| Победа       | 25-3     | Майкл Чендлер     | Раздельное решение                              | Bellator 106                                      | 2 ноября 2013    | 5     | 5:00  | Лонг Бич, США           | Выиграл Чемпионат Bellator в легком весе.                                                                             |
| Победа       | 24-3     | Патрики Фрейре    | KO (удар ногой в голову)                        | Bellator 76                                       | 12 октября 2012  | 1     | 4:54  | Виндзор, Канада         | |
| Победа       | 23-3     | Синъя Аоки        | TKO (удары)                                     | Bellator 66                                       | 20 апреля 2012   | 1     | 2:14  | Кливленд, США           | |
| Поражение    | 22-3     | Майкл Чендлер     | Сабмишн (удушение сзади)                        | Bellator 58                                       | 19 ноября 2011   | 4     | 3:06  | Холливуд, США           | Проиграл Чемпионат Bellator в легком весе, бой года (2011).                                                           |
| Победа       | 22-2     | Пэт Каррен        | Раздельное решение                              | Bellator 39                                       | 2 апреля 2011    | 5     | 5:00  | Анкасвилл, США          | Защитил Чемпионат Bellator в легком весе .                                                                            |
| Победа       | 21-2     | Роджер Уэрта      | TKO (Остановка врача)                           | Bellator 33                                       | 21 октября 2010  | 2     | 5:00  | Филадельфия, США        | Не титульный бой. |
| Победа       | 20-2     | Джож Нир          | Техническая сдача (удушение стоя сзади и голая) | Bellator 17                                       | 6 мая 2010       | 2     | 2:08  | Бостон, США             | Не титульный бой,бой в Промежуточном Весе (160lbs).                                                                   |
| Победа       | 19-2     | Кацунори Кикуно   | Самбишн (Треугольник руками)                    | Dream 12                                          | 26 октября 2009  | 2     | 3:42  | Осака, Япония           | |
| Победа       | 18-2     | Тоби Имада        | Сабмишн (Удушением сзади)                       | Bellator 12                                       | 19 июня 2009     | 2     | 0:38  | Холливуд, США           | Финал турнира первого сезона Bellator в легком весе. Выиграл Чемпионат Bellator в легком весе.                        |
| Победа       | 17-2     | Эрик Рейнольдс    | Самбишн (удушение сзади)                        | Bellator 5                                        | 1 мая 2009       | 3     | 1:30  | Дейтон, США             | Полуфинал турнира Bellator Season One в легком весе.                                                                  |
| Победа       | 16-2     | Грег Лорэн        | Самбишн (гильотина)                             | Bellator 1                                        | 3 апреля 2009    | 1     | 2:44  | Холливуд, США           | Четвертьфинал турнира первого сезона Bellator в легком весе.                                                          |
| Поражение    | 15-2     | Синъя Аоки        | Самбишн (Скручивание пятки)                     | Fields Dynamite!! 2008                            | 31 декабря 2008  | 1     | 1:32  | Сайтама, Япония         | Бой за титул чемпиона WAMMA в легком весе.                                                                            |
| Победа       | 15-1     | Тацуя Кавадзири   | TKO (удары)                                     | Dream 5: Lightweight Grand Prix 2008 Final Round  | 21 июля 2008     | 1     | 7:35  | Осака, Япония           | Полуфинал Гран-при в легком весе. Не участвовал в финальном раунде из-за травмы глаза.                                |
| Победа       | 14-1     | Йоаким Хансен     | Раздельное решение                              | Dream 3: Lightweight Grand Prix 2008 Second Round | 11 мая 2008      | 2     | 5:00  | Сайтама, Япония         | Четвертьфинал Гран-при в легком весе.                                                                                 |
| Победа       | 13-1     | Андре Амаду       | TKO (удары)                                     | Dream 1: Lightweight Grand Prix 2008 First Round  | 15 марта 2008    | 1     | 6:47  | Сайтама, Япония         | Открытие Гран-при Dream Lightweight.                                                                                  |
| Победа       | 12-1     | Росс Эбанес       | KO (удар)                                       | ShoXC: Elite Challenger Series                    | 25 января 2008   | 2     | 2:32  | Атлантик Сити, США      | Catchweight (Бой в Промежуточном весе (160lbs).                                                                       |
| Победа       | 11-1     | Мэтт Ли           | Единогласное решение                            | BodogFight: Alvarez vs. Lee                       | 14 июля 2007     | 3     | 5:00  | Трентон, США            | |
| Поражение    | 10-1     | Ник Томпсон       | TKO (удары)                                     | BodogFight: Clash of the Nations                  | 14 апреля 2007   | 2     | 4:32  | Санкт-Петербург, Россия | Проиграл чемпионат BodogFIGHT в полусреднем весе.                                                                     |
| Победа       | 10-0     | Скотт Хенце       | TKO (Остоновка углом)                           | BodogFight: Costa Rica Combat                     | 16 февраля 2007  | 1     | 4:13  | Тамбор, Коста Рика      | |
| Победа       | 9-0      | Аарон Райли       | KO (удар)                                       | BodogFight: USA vs. Russia                        | 2 декабря 2006   | 1     | 1:05  | Ванкувер, Канада        | Выиграл чемпионат MFC в полусреднем весе; Позже стал чемпионом BodogFIGHT в полусреднем весе.                         |
| Победа       | 8-0      | Хидэнобу Коикэ    | TKO (удары)                                     | MARS 4: New Deal                                  | 26 августа 2006  | 1     | 1:26  | Токио, Япония           | |
| Победа       | 7-0      | Деррик Нобл       | KO (удар)                                       | MFC: Russia vs. USA                               | 3 июня 2006      | 1     | 1:01  | Атлантик Сити, США      | |
| Победа       | 6-0      | Даисукэ Ханадзава | TKO (удар)                                      | Euphoria: USA vs. Japan                           | 5 ноября 2005    | 1     | 4:00  | Атлантик Сити, США      | |
| Победа       | 5-0      | Данила Веселов    | TKO (punches)                                   | Euphoria: USA vs. Russia                          | 14 мая 2005      | 2     | 2:15  | Атлантик Сити, США      | |
| Победа       | 4-0      | Сэити Икэмото     | TKO (удары)                                     | Euphoria: USA vs. The World                       | 26 февраля 2005  | 2     | 4:25  | Атлантик Сити, США      | |
| Победа       | 3-0      | Крис Шлезингер    | TKO (Удары Руками))                             | Reality Fighting 7                                | 16 октября 2004  | 1     | 1:00  | Атлантик Сити, США      | Выиграл первый титул чемпиона Reality Fighting в полусреднем весе.                                                    |
| Победа       | 2-0      | Адам Фирон        | TKO (удары руками)                              | Ring of Combat 6                                  | 24 апреля 2004   | 1     | 2:06  | Элизабет, США           | |
| Победа       | 1-0      | Энтони Лэдонна    | KO (удар)                                       | Ring of Combat 5                                  | 14 декабря 2003  | 1     | 3:57  | Элизабет, США           | |

## Статистика по кулачным боям
| Боёв 3   | Побед 1 | Поражений 2 |
| -------- | ------- | ----------- |
| Нокаутом | 0       | 2           |
| Решением | 1       | 0           |

| Результат | Рекорд | Соперник        | Способ                   | Турнир              | Дата            | Раунд | Время | Место                               | Примечание                                                                        |
| --------- | ------ | --------------- | ------------------------ | ------------------- | --------------- | ----- | ----- | ----------------------------------- | --------------------------------------------------------------------------------- |
| Поражение | 1–2    | Джереми Стивенс | TKO (остановка доктором) | BKFC Knucklemania V | 25 января 2025  | 3     | 2:00  | Филадельфия, Пенсильвания, США      |                                                                                   |
| Поражение | 1–1    | Майк Перри      | TKO (corner stoppage)    | BKFC 56             | декабря 2, 2023 | 2     | 2:00  | Солт-Лейк-Сити, Юта, США            | Дюбют в среднем весе (до 175 фунтов). Бой за специальный пояс "Короля жестокости" |
| Победа    | 1–0    | Чед Мендес      | Решение (раздельное)     | BKFC 41             | апреля 29, 2023 | 5     | 2:00  | Broomfield, Colorado, United States | Дюбют в полусреднем весе (до 165 фунтов). Бой вечера. Бой года                    |

## Личная жизнь
Эдди Альварес по отцу пуэрториканец, по матери — ирландец. Окончил Северо-Восточную католическую высшую школу.
Альварес использовал деньги, заработанные боями, чтобы после рождения своего первого сына, Эдди-младшего, перевезти семью из Кенсингтона в Северо-Восточную Филадельфию.
Альварес дважды выступал на телевизионном шоу Bully Beatdown на MTV, нокаутировав обоих своих противников.
Супруга — Джейми Альварес. Братья и сестры — Элберт и Альварес.